# Rogelio Díaz Castillo
Rogelio Anicio Díaz Castillo ( Las Tunas, 30 de diciembre de 1950) es un compositor musical cubano, doctor en ciencias y profesor consultante en la Universidad de Las Tunas. Sus contribuciones al campo de la cultura y la pedagogía cubanas le han valido un número de reconocimientos entre los que se encuentran la Distinción por la Cultura Nacional, la Medalla de la  Alfabetización y la Distinción por la Educación Cubana. 

## Datos biográficos
Nació el 30 de diciembre de 1950 en la ciudad de  Las Tunas, Cuba, hijo de Rogelio Díaz Carmenate y América Castillo Bernal. A los 11 años de edad se suma a la  campaña de alfabetización, y posteriormente culmina los estudios medios en el Instituto de Segunda Enseñanza "Alvaro Morell" de la ciudad de Camagüey. Finalmente estudia la carrera de Profesor de Biología en la Universidad de La Habana y tras un período de práctica docente en Baracoa regresa como profesor a la recién creada Universidad de Las Tunas. En 1977 se casa con Sonia Rosa Méndez Cutiño, con quien en la actualidad tiene un hijo y dos nietos.

## Actividad cultural
La fama de Rogelio como autor musical llega con la difusión de la guaracha "La caldosa de Don Kike", interpretada por el Jilguero de Cienfuegos, que se mantuvo dentro de los máximos índices de preferencia nacional en Cuba en los tempranos años 80. La canción de la caldosa, escrita por Díaz Castillo en 1979, describe las asombrosas propiedades del caldo creado por sus vecinos, Kike y Marina, en la reanimación de personas cansadas por mucho tiempo de fiesta. Creada originalmente para ser cantada entre amigos, en fiestas con guitarras, una serie de coincidencias la llevan a oídos del Jilguero, para entonces ya un cantante icónico de la música campesina, quien ve un gran potencial en la guaracha. No se equivoca, el número no solo escala inmediatamente en las listas de éxito, sino que se convertiría en una de las canciones de música campesina más populares de Cuba. Hoy es muy difícil encontrar un cubano que no conozca esa guaracha.   
Los años que siguen son muy dinámicos, la caldosa (la canción y el plato) se convierte en un fenómeno nacional. Impulsado además por el interés de aprovechar el concepto de la "fiesta con caldosa" en su relación con los festejos populares por el aniversario de los  CDR. Así Rogelio, Kike y Marina pasan a convertirse en figuras asociadas a la cultura provincial de Las Tunas, y participan en un sinnúmero de celebraciones populares (carnavales, aniversarios de organizaciones, fiestas tradicionales, etc) promoviendo la caldosa a todo lo largo del país. La caldosa se convierte desde entonces en el plato por excelencia de las fiestas cubanas. Rogelio comienza también a recibir solicitudes de nuevas guarachas, así compone varios números musicales como "Tiburón Ballena" (grupo Los Caribeños), "El chivo de Caisimú" (grupo Caisimú), "El sogón" (conjunto Los Sonoros), "Mi rumba para Santiago" (conjunto Los Sonoros) y otros.

## Actividad científica
Graduado de Profesor de Biología en 1975, obtiene la categoría de profesor titular en 1993 y de doctor en ciencias pedagógicas en 1998, con una tesis sobre la educación ambiental. En este campo realiza desde entonces una sistemática investigación, con numerosos artículos publicados en revistas científicas y dirigiendo varias docenas de tesis de maestría y doctorado. Asimismo, ha sido miembro del Consejo Científico del Instituto Pedagógico Latinoamericano y Caribeño (IPLAC), con sede en La Habana, y participado en actividades docentes, tutorías, tribunales e intercambios internacionales en Brasil, México, Colombia, Venezuela y la Martinica francesa.  
Actualmente es profesor consultante en la Universidad de Las Tunas donde preside la Cátedra Territorial de Educación Ambiental. Es además miembro del Tribunal Permanente de Grado Científico con sede en la Universidad de Oriente y del Consejo Científico Asesor del Ministerio de Educación.

## Otros reconocimientos
- Medalla de la Alfabetización.
- Distinción por la Cultura Nacional.
- Distinción por la Educación Cubana.
- Orden "Frank País" de segundo grado.
- Distinción "Rafel María de Mendive".
- Distinción "Fernando Portuondo del Prado".